# Brown Fox Island
Brown Fox Island är en ö i Kanada.   Den ligger i provinsen Newfoundland och Labrador, i den östra delen av landet, 1 700 km öster om huvudstaden Ottawa. Arean är 1,1 kvadratkilometer.
Terrängen på Brown Fox Island är platt. Öns högsta punkt är 88 meter över havet. Den sträcker sig 1,0 kilometer i nord-sydlig riktning, och 1,7 kilometer i öst-västlig riktning.